# 太平天国爵位
太平天國最高爵位為「王」，又設有義、安、福、燕、豫、侯六等爵位，位居王爵之下。最初，太平天國僅設有王、侯兩級爵位。洪秀全為限制封王，陸續新設義爵、安爵、福爵、燕爵、豫爵，使功臣在封侯后还有五爵可递升。此後，又在義爵上新設“朝将”、“天将”等官。在太平天國後期出現濫封爵位的現象，造成整個朝堂上幾乎都是有爵位的人，地位遂逐漸卑下。
除了六等爵之外，太平天國對婦女亦設有六爵，即女六爵，分別是女貞姜、女貞安、女貞福、女貞燕、女貞豫、女貞侯。

## 王爵

### 天王
| 肖像                           | 名讳     | 稱號   | 年號     | 在世时间      | 在位时间             |
| ------------------------------ | -------- | ------ | -------- | ------------- | -------------------- |
|                                | 洪秀全   | 天王   | 太平天國 | 1814年—1864年 | 1851年1月—1864年6月  |
|                                | 洪天贵福 | 幼天王 | 太平天國 | 1849年—1864年 | 1864年6月—1864年11月 |
| 太平天国君主称“天王”，无庙谥。 |          |        |          |               |                      |

### 前期七王表
| 爵号                       | 姓名   | 袭爵                                                           |
| 禾乃师赎病主左辅正军师东王 | 杨秀清 | 以罪诛，爵除。後又復，以天王第五子洪天佑過繼，稱幼东王九千岁。 |
| 右弼又正军师西王           | 萧朝贵 | 长子萧有和袭爵，稱幼西王八千岁。                               |
| 前导副军师南王             | 冯云山 | 西王二子萧有福承嗣，稱幼南王七千岁。                           |
| 後护又副军师北王             | 韦昌辉 | 以罪诛，爵除。                                                 |
| 左军主将翼王               | 石达开 | 被清兵所俘。                                                   |
| 燕王                       | 秦日纲 | 以罪诛，爵除。                                                 |
| 豫王                       | 胡以晃 | 子胡万胜袭爵，稱幼豫王强千岁。                                 |

### 后期重要的王
- 干王洪仁玕
- 英王陈玉成
- 忠王李秀成
- 贊王蒙得恩
- 侍王李世賢
- 輔王楊輔清
- 扶王陳得才
- 啟王梁成富
- 祜王藍成春
- 章王林绍璋
- 护王陈坤书
- 堵王黄文金
- 奏王苗沛霖
- 慕王谭绍光
- 康王汪海洋
- 沃王张乐行
- 梁王张宗禹
- 遵王賴文光

## 義爵
- 成天義陳玉成，1857年獲封
- 則天義梁成富，1860年獲封
- 建天義譚紹光，1861年獲封

## 安爵
- 受天安葉芸來，1857年獲封

## 福爵
- 天福洪仁玕

## 燕爵
1856年，燕王秦日綱被剝奪王爵後改封頂天燕，後來「燕」也成為了一個爵位。
- 頂天燕秦日綱

## 豫爵
1854年，豫王胡以晃被剝奪王爵後改封護天豫，後來「豫」也成為了一個爵位。
- 護天豫胡以晃

## 侯爵

### 前期侯爵表
| 爵号   | 姓名   | 备注                                 |
| 顶天侯 | 秦日纲 | 1854年封燕王                         |
| 靖胡侯 | 林凤祥 | 追封求王 北伐战败被杀                |
| 定胡侯 | 李开芳 | 追封请王 北伐战败被杀                |
| 平胡侯 | 吉文元 | 追封祝王 北伐阵亡                    |
| 剿胡侯 | 朱锡琨 | 後期事跡不詳，可能在北伐中戰死。     |
| 灭胡侯 | 黄益芸 | 1853年軍營火災中喪生                 |
| 护国侯 | 胡以晃 | 1854年封豫王                         |
| 兴国侯 | 陈承瑢 | 改佐天侯                             |
| 卫国侯 | 黄玉昆 | 改卫天侯                             |
| 镇国侯 | 卢贤拔 | 杨秀清親戚，後期事跡不詳。           |
| 补天侯 | 李俊昌 | 後改名俊良，天京事变中被韦昌辉杀死。 |
| 赞天侯 | 蒙得恩 | 1859年封贊王                         |
| 襄天侯 | 林大基 | 杨秀清甥婿                           |
| 相天侯 | 黄期升 |                                      |
| 匡天侯 | 黄维江 | 杨秀清姊夫                           |
| 助天侯 | 刘绍廷 | 东殿尚书，天京事变中被韦昌辉杀死。   |
| 翊天侯 | 吉成子 | 东殿尚书，天京事变中被韦昌辉杀死。   |
| 扶天侯 | 傅学贤 | 东殿尚书，天京事变中被韦昌辉杀死。   |
| 卫天侯 | 曾锦谦 |                                      |